# Залив Чихачёва
Зали́в Чихачёва (до 1952 года залив Де-Ка́стри) — залив Японского моря у западного берега Татарского пролива под 51° 28´ с. ш., между мысами Орлова (Клостер-Камп) и Д’Асса, близ озера Кизи, принадлежащего к бассейну реки Амур. Длина около 12,5 км, ширина на входе 9 км, глубина до 9 м. Залив защищён от всех ветров окаймляющими его утёсами, а с моря 3 островами. Залив Чихачёва — хорошее место для стоянки судов.
Залив был открыт Лаперузом в 1787 году и назван в честь морского министра Франции Шарля Эжена Габриэля де Кастри, в 1952 году назван именем Н. М. Чихачёва, участника Амурской экспедиции 1850—1855 годов. На берегу залива был построен Александровский пост, затем порт Де-Кастри. Залив Чихачёва замерзает на 5 месяцев, летом температура воды на поверхности достигает 14 °C. Приливы полусуточные, величиной около 1 метра.
Расположенный в заливе камень Корнилова был обследован в 1865 г. Иваном Аввакумовичем Клыковым, и им же назван по фамилии члена экипажа транспорта «Японец» мичмана Павла Александровича Корнилова (1837—1869).